# 市木村 (三重県)
市木村（いちぎむら）は三重県南牟婁郡にあった村。現在の御浜町大字上市木・下市木にあたる。

## 地理
- 海洋：熊野灘
- 山岳：浅間山
- 河川：市木川

## 歴史
- 1889年（明治22年）4月1日 - 町村制の施行により、上市木村・下市木村の区域をもって発足。
- 1956年（昭和31年）9月30日 - 尾呂志村と合併して市木尾呂志村が発足。同日市木村廃止。

## 交通

### 鉄道路線
- 日本国有鉄道
  - 紀勢西線（現・紀勢本線）
    - 紀伊市木駅 - 神志山駅

### 道路
- 国道170号（現・国道42号）